# Phymeurus nimbaensis
Phymeurus nimbaensis är en insektsart som beskrevs av Lucien Chopard 1958. Phymeurus nimbaensis ingår i släktet Phymeurus och familjen gräshoppor. Inga underarter finns listade i Catalogue of Life.